# NGC 4718
NGC 4718 (również PGC 43463) – galaktyka spiralna z poprzeczką (SBb), znajdująca się w gwiazdozbiorze Panny. Odkrył ją John Herschel 19 lutego 1830 roku.